# كانغ يوي
كانغ يوي هي رباعة صينية، ولدت في 8 أكتوبر 1991 في تشينغداو في الصين.

## وصلات خارجية
- كانغ يوي على موقع IAT Database Weightlifting (الألمانية)
- كانغ يوي على موقع اللجنة الأولمبية الصينية (الإنجليزية)